# Orocrambus lectus
Orocrambus lectus là một loài bướm đêm trong họ Crambidae.